# Bảo tàng bang Majdanek
Bảo tàng bang Majdanek (tiếng Ba Lan: Państwowe Muzeum na Majdanku)  là một bảo tàng tưởng niệm và trung tâm giáo dục được thành lập vào mùa thu năm 1944 với lý do trại tử thần Majdanek của Đức Quốc xã nằm ở Lublin, Ba Lan. Đây là bảo tàng đầu tiên thuộc loại này trên thế giới, dành trọn cho ký ức về sự tàn bạo đã gây ra trong mạng lưới các trại lao động nô lệ và các tiểu khu của KL Lublin trong Thế chiến II. Bảo tàng thực hiện một số nhiệm vụ bao gồm nghiên cứu học thuật về Holocaust ở Ba Lan. Nơi đây lưu giữ một bộ sưu tập thường trực các hiện vật quý hiếm, ảnh lưu trữ và lời khai.

## Bảo tàng
Khu trại tập trung Majdanek được bảo tồn như một bảo tàng vào mùa thu năm 1944, khi Chiến tranh vẫn đang tiếp diễn, ví dụ điển hình nhất về Đức của Đức quốc xã về các trại tử thần Holocaust, với các buồng khí và nhà hỏa táng còn nguyên vẹn. Sau khi giải phóng trại bởi Hồng quân vào ngày 23 tháng 7 năm 1944, địa điểm này đã chính thức được bảo vệ. Trại trở thành một tượng đài nhà nước về tử đạo theo sắc lệnh năm 1947 của Quốc hội Ba Lan (Sejm). Trong cùng một năm, khoảng 1.300   m³ đất bề mặt trộn lẫn với tro người và những mảnh xương được thu thập và sắp xếp thành một gò đất lớn (từ khi biến thành lăng mộ). Để so sánh, trại tập trung Auschwitz đã giải phóng nửa năm sau đó, vào ngày 27 tháng 1 năm 1945 lần đầu tiên được tuyên bố là một di tích quốc gia vào tháng 4 năm 1946, nhưng chỉ được Hồng quân trao lại cho Ba Lan vào năm 1947. Đạo luật của Quốc hội Ba Lan ngày 2 tháng 7 năm 1947 đã tuyên bố cả hai là di tích nhà nước về tử đạo cùng một lúc (Dz.U. 1947 nr 52 poz. 264/265). Majdanek đã nhận được vị thế của bảo tàng quốc gia Ba Lan vào năm 1965.

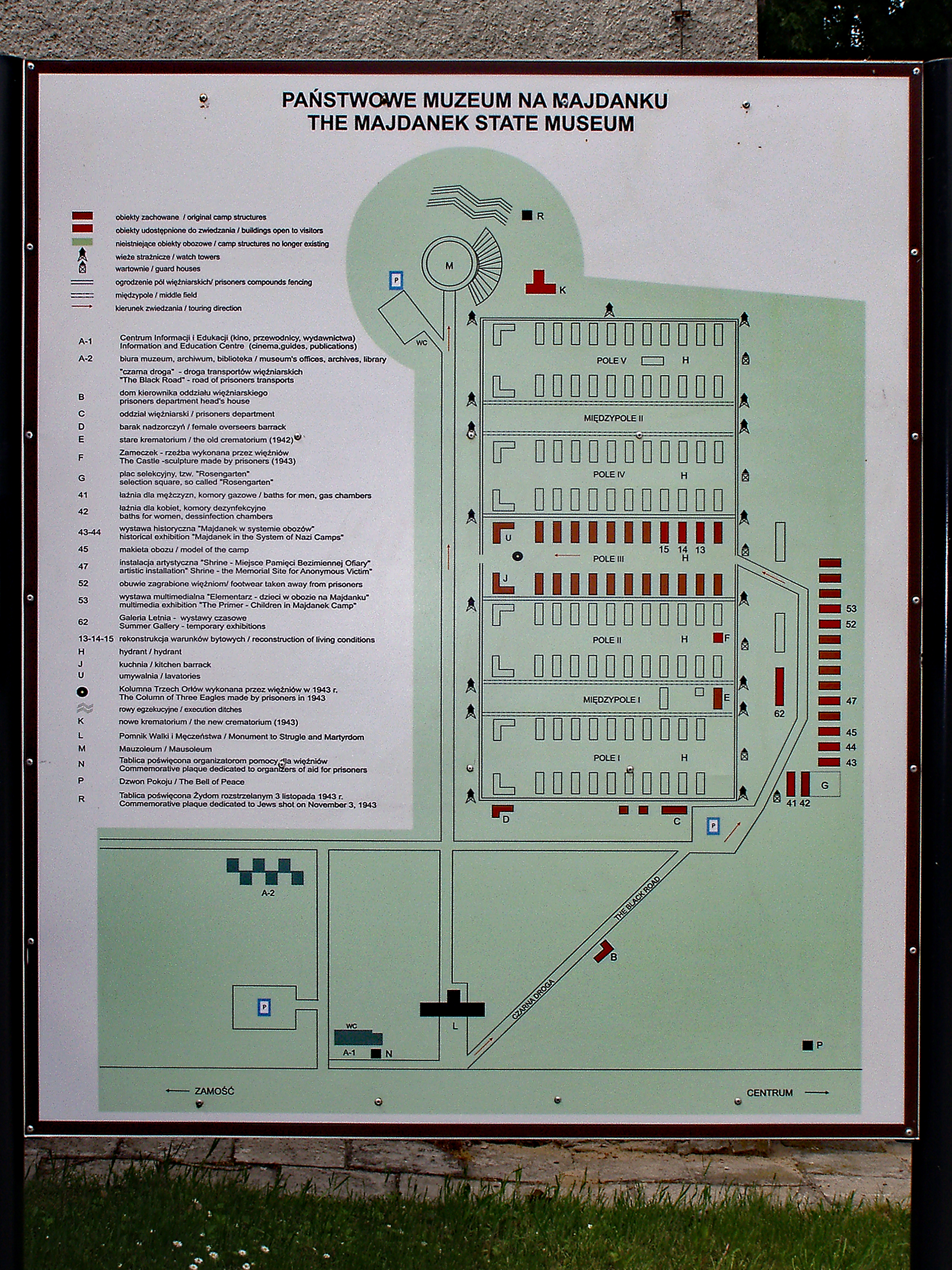
Bảng hiển thị Trung tâm Thông tin Bảo tàng Bang Majdanek

Người Đức rút lui không có thời gian để phá hủy cơ sở. Trong 34 tháng hoạt động, hơn 79.000 người đã bị sát hại tại trại chính Majdanek (59.000 người Do Thái Ba Lan) và từ 95.000 đến 130.000 người trong toàn bộ hệ thống trại ngầm của Majdanek. Khoảng 18.000 người Do Thái đã bị giết tại Majdanek vào ngày 3 tháng 11 năm 1943, trong cuộc thảm sát một ngày lớn nhất ở trại Holocaust, có tên Harvest Festival (tổng cộng 43.000 với 2 trại ngầm).
Năm 1969, nhân kỷ niệm 25 năm giải phóng Majdanek, một tượng đài cảm động tuyệt đẹp dành riêng cho các nạn nhân Holocaust đã được dựng lên trên khu đất của trại hủy diệt Đức quốc xã trước đây. Nó được thiết kế bởi một nhà điêu khắc và kiến trúc sư người Ba Lan, Wiktor Tołkin, người cũng đã thiết kế bia mộ tượng trưng tại Stutthof. Tượng đài bao gồm ba phần, tháp Pylon tượng trưng (cổng, cao 11 m và rộng 35 m), con đường và Lăng, chứa một đống tro tàn của các nạn nhân. Bảo tàng cũng thuộc sở hữu của các tài liệu lưu trữ bị SS bỏ lại sau một nỗ lực thất bại trong việc phá hủy của họ bởi Obersturmführer Anton Thernes, đã thử tại Majdanek Trials.